# JBT Corporation
Pour les articles homonymes, voir JBT.
JBT Corporation est une entreprise américaine développant et commercialisant des machines de traitement de la nourriture et des équipements aéroportuaires. JBT Corporation a été constituée en 2008 lorsque FMC Technologies a cédé ses activités non énergétiques.
L’entreprise est constituée de deux branches : JBT FoodTech, qui fournit du matériel à l’industrie alimentaire, et JBT AeroTech qui produit des équipements aéroportuaires. En plus de ces deux secteurs, JBT Corporation produit aussi des véhicules automatisés servant à la manutention dans les entrepôts, les hôpitaux, l’industrie automobile, l'imprimerie et l'agroalimentaire.

## Acquisitions
Le 3 août 2015, JBT a terminé l'acquisition de Stork Food & Dairy Systems, une entreprise hollandaise spécialisée dans les équipements de traitement et de remplissage destinés principalement à l'industrie des produits laitiers et des jus de fruits qui faisait auparavant partie de Stork B.V.
Le 2 septembre 2015, JBT a annoncé l'acquisition de A & B Process Systems, une société de fabrication et d'installation privée située dans le Wisconsin.
Le 27 février 2017, JBT a acheté Avure Technologies, Inc., un fournisseur de systèmes de pasteurisation à haute pression (HPP).
Le 31 juillet 2017, JBT a acquis PLF International Limited, fournisseur de systèmes de remplissage en poudre pour le marché des aliments et des boissons.
Le 12 juillet 2018, acquisition de FTNON, un fournisseur de solutions pour les industries des produits frais, des plats préparés et des aliments pour animaux domestiques.